# Over G Fighters
Over G Fighters es un videojuego de Xbox 360 basado en simulación de vuelo desarrollado por Taito Corporation y lanzado por Ubisoft el 27 de junio de 2006 en Norteamérica.
El juego gira alrededor de un grupo de pilotos combatientes multinacionales en la ficticia Energy Airforce de un futuro cercano. Después de un estallido terrorista en el otro lado del mundo que amenaza la seguridad mundial, estos pocos valientes pilotos conducen un asalto contra los terroristas.
Y para todos aquellos amantes de la simulación de Aviones de Caza es divertido e interesante en modo campaña. 
- Datos: Q3283190